# Saint-Victor-de-Buthon
Saint-Victor-de-Buthon település Franciaországban, Eure-et-Loir megyében. Lakosainak száma 509 fő (2022. január 1.). Saint-Victor-de-Buthon Vaupillon, Bretoncelles, Saintigny és Sablons-sur-Huisne községekkel határos.

## Népesség
A település népessége az elmúlt években az alábbi módon változott:
| Lakosok száma | 555  | 471  | 454  | 529  | 512  | 513  | 511  | 503  | 505  | 509  |
|               | 1968 | 1982 | 1990 | 2006 | 2013 | 2015 | 2017 | 2019 | 2020 | 2022 |